# Théâtre Rive Gauche
Théâtre Rive Gauche este un teatru din Paris, situat pe rue de la Gaîté nr. 6 din arondismentul 14. El este deținut de Edgar Entertainment Society, care deține, de asemenea, Edgar Café și Edgar Theatre de pe Bulevardul Edgar Quinet nr. 58 din același cartier. Sala are o capacitate de 400 de locuri și găzduiește producții teatrale contemporane.

## Istoric
Un fost club de cabaret transformat mai târziu într-un cinema a devenit în 1994 Théâtre Rive Gauche (sau Teatrul de pe Malul Stâng), înlocuind mai încăpătorul Teatru Edgar fondat în 1986 de Alain Mallet. Fațada a fost remodelată de pictorul francez Pierre Clayette cu ocazia redeschiderii clădirii în 1994. Deteriorarea fațadei originale a necesitat reconstrucția ei în 2008. 
În anul 2010 50 de teatre particulare din Paris, printre care și Théâtre Rive Gauche, au format Association pour le Soutien du Théâtre Privé (ASTP) și Syndicat National des Directeurs et Tourneurs du Théâtre Privé (SNDTP) și au decis să lanseze un nou grup: Theatres Parisiens Associés.
În ianuarie 2012 Éric-Emmanuel Schmitt a devenit director al Théâtre Rive Gauche, în asociere cu producătorul și actorul de comedie Bruno Metzger, iar în 2013 actorul și regizorul Steve Suissa s-a alăturat teatrului.
După un spectacol cu Jurnalul Annei Frank au mai fost puse în scenă numeroase piese, printre care: Monsieur Ibrahim et les Fleurs du Coran cu Francis Lalanne (2018); Right or Wrong de Ronald Harwood; Billie Holiday cu Viktor Lazlo într-o adaptare realizată de Éric-Emmanuel Schmitt și în cele din urmă The Confrontation de Bill C. Davis, pusă în scenă de Steve Suissa cu Francis Huster și Davy Sardou. Sezonul 2013-2014 a fost deschis cu două premiere mondiale: Miss Carpenter de Marianne James și Sébastien Marnier și The Guitrys, o nouă piesă a lui Éric-Emmanuel Schmitt, regizată de Steve Suissa și interpretată de Claire Keim și Martin Lamotte.
Fațada clădirii a fost decorată de artistul Pierre Clayette în 1994.

## Premii
- Premiul Molière în 1999 pentru spectacolul one man show Je suis un saumon de Philippe Avron
- Premiul Molière pentru cel mai bun spectacol de comedie în 2001 pentru spectacolul Ladies Night de Anthony McCarten și Stephen Sinclair
- Premiul Molière în 2003 pentru adaptarea Le Regard a lui Pascale de Boysson
- Premiul Molière în 2010 pentru spectacolul The Dresser de Ronald Harwood, regizat de Laurent Terzieff

## Legături externe
- Website of Théâtre Rive Gauche